# デューイ・ロバートソン
デューイ・ロバートソン（Dewey Robertson、本名：Byron James John Robertson、1939年2月28日 - 2007年8月16日）は、カナダ・オンタリオ州キッチナー出身のプロレスラー。
デューイ・ロバートソン名義で正統派のパワーファイターとして活動後、1984年に怪奇派のミッシング・リンク（The Missing Link）に変身。ザ・グレート・カブキ、カマラ、ロード・ウォリアーズらと並ぶ、1980年代を代表するペイントレスラーとして名を残した。

## 来歴
1965年に地元オンタリオのトロント地区にて、デューイ・ロバートソンのリングネームでデビュー。同郷のホイッパー・ビリー・ワトソンに見込まれ、彼のバックアップのもと、ベビーフェイスのハンサムガイとして活動する。トロントを本拠地に、アメリカ合衆国の中西部、北東部、南部なども転戦し、1968年2月にはフロリダ州タンパにてアメリカ修行中の坂口征二とも対戦。NWAの総本山だったセントルイスのキール・オーディトリアムでは、ウイルバー・スナイダー、パット・オコーナー、ディック・ザ・ブルーザーなどスター選手のパートナーにも起用された。
1974年、ザ・デストロイヤーの義兄弟であるビリー・レッド・ライオンと共に、白覆面のタッグチーム「ザ・クルセーダーズ」を結成。覆面レスラーのマスクド・クルセーダー2号（The Masked Crusader #2）を名乗り、1977年1月にはクルセーダーズとして全日本プロレスに初来日。1月22日の三重県津市大会にて、高千穂明久&サムソン・クツワダが保持していたアジアタッグ王座に挑戦した。
その後は素顔に戻り、トロントのメープル・リーフ・レスリングおよび同団体と提携するノースカロライナのミッドアトランティック・チャンピオンシップ・レスリングで活動。1979年9月9日にはトーナメントの決勝でグレッグ・バレンタインを破り、NWAカナディアン・ヘビー級王座を獲得した。1980年12月12日にはジョージ・ウェルズと組んでブッチ・ミラー&ルーク・ウィリアムスのザ・シープハーダーズからNWAミッドアトランティック・タッグ王座を奪取。当時アメリカ再修行でミッドアトランティック地区に出場していた天龍源一郎とも再三対戦しており、天龍&ミスター・フジのチームと同タッグ王座を争っている。
1981年下期より中西部のセントラル・ステーツ・レスリングに参戦、10月22日にジン・ルイスから同地区認定のTV王座を奪取した。翌1982年からはヒールに転向してマイク・ジョージやマニー・フェルナンデスと抗争、1983年2月10日にフェルナンデス、5月19日にボブ・ブラウンを破りNWAセントラル・ステーツ・ヘビー級王座を2度獲得したが、6月にハーリー・レイスに敗れ王座を失ったことを機に同地区を離れた。
1984年、ビル・ワット主宰のMSWAにてスカンドル・アクバをマネージャーに迎え、顔面に緑色のペイントを施し、前頭部と後頭部の一部分のみを残して髪を剃り上げた怪奇派ヒール、ミッシング・リンクへのギミック・チェンジを決行。二枚目の正統派レスラーとして知られたこともあり、44歳になってからの大胆な変身は関係者を驚かせたが、ロード・ウォリアーズらに代表される当時のペイントレスラー・ブームを追い風に、かつてパンピロ・フィルポも名乗っていた、猿から人間への進化の過程上に存在したとされる謎の生物（失われた繋がり＝ミッシング・リンク）というキャラクターのもと、アメリカ南部を中心に異色のヒール人気を獲得。MSWAではジム・ドゥガンと抗争し、アンドレ・ザ・ジャイアントとも対戦した。
テキサス州ダラスのWCCWでもアクバをマネージャーに、キラー・カーンやスーパー・デストロイヤーズ（スコット・アーウィン&ビル・アーウィン）と共闘してケビン&ケリー・フォン・エリックやファビュラス・フリーバーズと激闘を展開。フロリダのCWFではパーシー・プリングル3世がマネージャーを務め、バグジー・マグローやワフー・マクダニエルと抗争した。
1985年5月からは短期間ながらWWFに参戦。ボビー・ヒーナンをマネージャーに迎え、ニューヨークのマディソン・スクエア・ガーデンでS・D・ジョーンズやトニー・ガレアなどのジョバーを一蹴。メインイベンターではポール・オーンドーフ、ブルーノ・サンマルチノ、トニー・アトラス、イワン・プトスキー、ジョージ・スティール、マッドドッグ・バションらと対戦し、ティト・サンタナが保持していたWWFインターコンチネンタル・ヘビー級王座にも挑戦した。
同年10月にWWFを離脱してWCCWに復帰。ブルーザー・ブロディとも対戦した。1986年はUWF（旧MSWA）にも登場して、6月14日にルイジアナ・スーパードームでカマラとの怪奇派対決を行った。1987年9月20日にはカルロス・コロンの主宰するプエルトリコのWWCでスタン・ハンセンとも対戦している。
その後はドラッグ問題に直面したが克服、1993年には長期間に及ぶアナボリックステロイドの常用により機能不全となった腎臓の摘出手術を受けた。1995年3月にはWARに来日。1977年1月の初来日以来18年ぶりの、そしてミッシング・リンクに変身後は初めてとなる日本マット参戦を果たし、ミッドアトランティック時代から因縁のある天龍と再会した（なお、両者は1980年代のプロレス漫画『プロレス・スターウォーズ』の作品中でも対戦している）。
1997年に現役を引退。以降はインディー団体にスポット出場し、ファンフェスタなどのイベントにも出演していた。2007年8月16日、癌のため死去。68歳没。

## 得意技
- ヘッドバット（自身の後頭部の髪を掴みながら、相手の頭ではなく腹部めがけて放つという独特のスタイルで使用）
- ダイビング・ヘッドバット
- アバランシュ・ホールド
- フィギュア・フォー・レッグロック（ミッシング・リンク変身以前に使用）

## 獲得タイトル
NWAトライステート
- NWA USタッグ王座（トライステート版）：1回（w / デニス・スタンプ）

メープル・リーフ・レスリング
- NWAカナディアン・ヘビー級王座（トロント版）：1回[8]
- NWAインターナショナル・タッグ王座（トロント版）：3回（w / ビリー・レッド・ライオン）[23]

ミッドアトランティック・チャンピオンシップ・レスリング
- NWAミッドアトランティック・タッグ王座：2回（w / ジョージ・ウェルズ、ジョニー・ウィーバー）[9]

セントラル・ステーツ・レスリング
- NWAセントラル・ステーツTV王座：2回[11]
- NWAセントラル・ステーツ・ヘビー級王座：2回[12]
- NWAセントラル・ステーツ・タッグ王座：5回（w / ルーファス・R・ジョーンズ、スティーブ・リーガル×2、ハーキュリーズ・ヘルナンデス×2）[24]

## マネージャー
- スカンドル・アクバ（MSWA、WCCW、UWF）
- パーシー・プリングル3世（CWF、WCCW）
- ボビー・ヒーナン（WWF）
- ミスター・トヨタ（WAR）